# Покровская волость (Тюкалинский уезд)
Покро́вская во́лость — историческая административно-территориальная единица Тюкалинского уезда (до 1918), Калачинского уезда (после 1918) Тобольской губернии. Существовала в 1895-1924 годах.
Волостной центр — село Оконешниковское.

## Название
Волость называлась «Покровской» из-за того, что в главном селе волости (Оконешниково) была Покровская церковь.

## История
Покровская полость образована в 1895 году путём выделения из Сыропятской волости Тюкалинского уезда.
Покровская волость была ликвидирована в 1924 году. Территория волости вошла в состав Калачинской укрупнённой волости.